# Eberhard von Manderscheid-Blankenheim
Eberhard von Manderscheid-Blankenheim (* 1485; † 1559) war ein römisch-katholischer Geistlicher, Domherr in Trier und Archidiakon.

## Leben
Eberhard von Manderscheid-Blankenheim entstammte dem Grafengeschlecht Manderscheid und war ein Sohn des Johann von Manderscheid-Blankenheim und dessen Gemahlin Margarethe von der Marck zu Arenberg. Er absolvierte ein Studium an der Albert-Ludwigs-Universität Freiburg und wurde im Jahr 1500 Domherr am Dom zu Trier, 1519 Domkapitular und 1528 erzbischöflicher Kaplan. In diesem Jahr erhielt er das Archidiakonat Lüttich und wurde 1533
Archidakon im saarländischen Tholey. In dieser Funktion nahm er als Vertreter des Bischofs wesentliche Verwaltungsaufgaben wahr. Kurz vor dem Weihnachtsfest 1547 verzichtete er und erhielt im März 1548 das Archidiakonat in Dietkirchen, wo er nach dreijähriger Tätigkeit auf das Amt verzichtete.
In den Jahren von 1538 bis 1556/1559 bekleidete er das Amt des Propstes in der Stiftskirche St. Paulin in Trier.